# Diocesi di Guantánamo-Baracoa

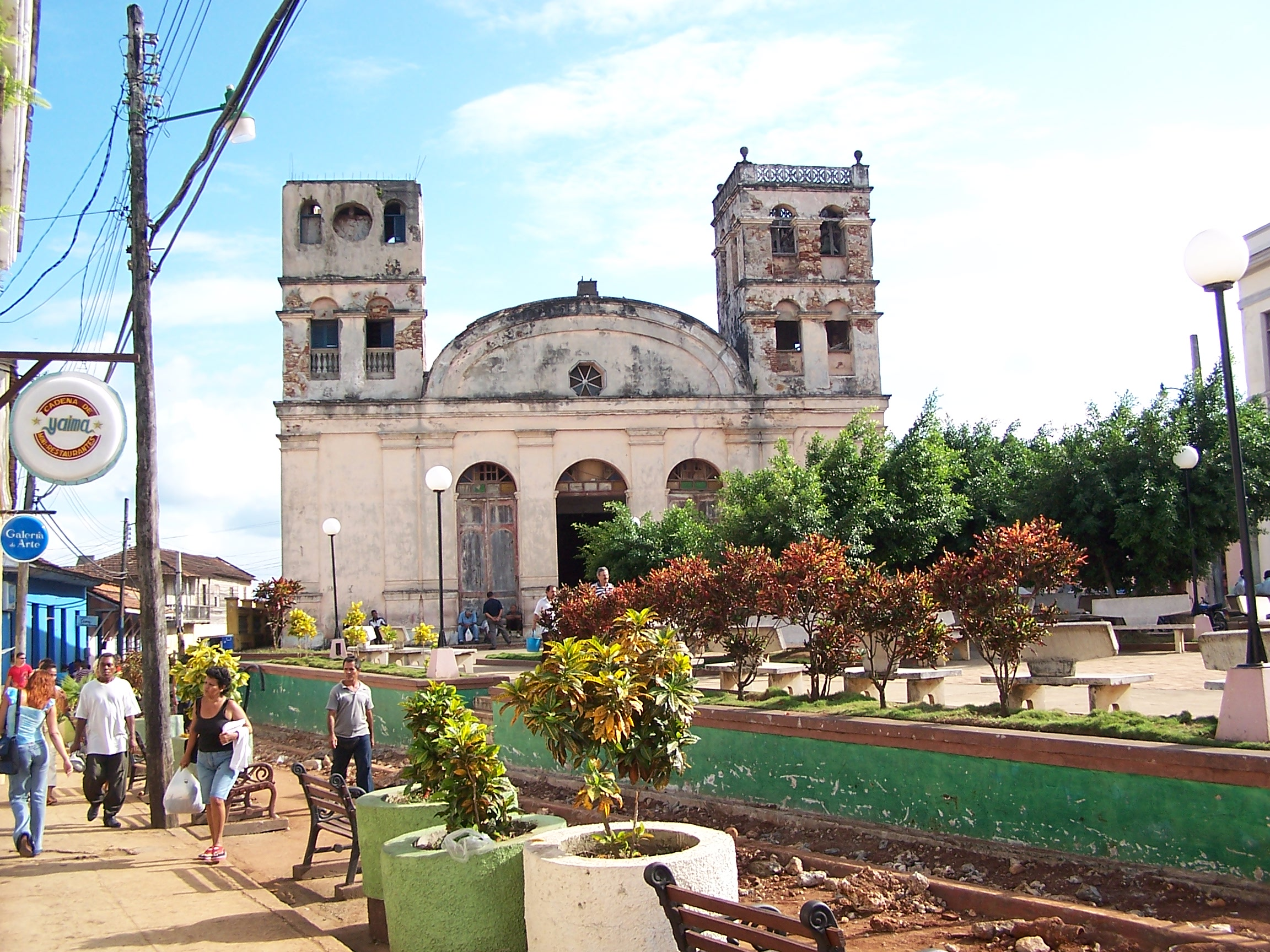
La concattedrale di Baracoa

La diocesi di Guantánamo-Baracoa (in latino Dioecesis Guantanamensis-Baracoensis) è una sede della Chiesa cattolica a Cuba suffraganea dell'arcidiocesi di Santiago di Cuba. Nel 2023 contava 203.300 battezzati su 509.600 abitanti. È retta dal vescovo Silvano Pedroso Montalvo.

## Territorio
La diocesi comprende il territorio della provincia di Guantánamo, a Cuba.
Sede vescovile è la città di Guantánamo, dove si trova la cattedrale di Santa Caterina de Ricci. A Baracoa sorge la basilica concattedrale di Nostra Signora dell'Assunzione.
Il territorio è suddiviso in 13 parrocchie.

## Storia
La diocesi è stata eretta il 24 gennaio 1998 con la bolla Spirituali Christifidelium di papa Giovanni Paolo II, ricavandone il territorio dall'arcidiocesi di Santiago de Cuba, la cui prima sede episcopale, tra il 1517 e il 1522, era a Baracoa.

## Cronotassi dei vescovi
Si omettono i periodi di sede vacante non superiori ai 2 anni o non storicamente accertati.
- Carlos Jesús Patricio Baladrón Valdés † (24 gennaio 1998 - 13 dicembre 2006 dimesso)
- Wilfredo Pino Estévez (13 dicembre 2006 - 6 dicembre 2016 nominato arcivescovo di Camagüey)
- Silvano Pedroso Montalvo, dal 29 marzo 2018

## Statistiche
La diocesi nel 2023 su una popolazione di 509.600 persone contava 203.300 battezzati, corrispondenti al 39,9% del totale.
| anno | popolazione | popolazione | popolazione | presbiteri | presbiteri | presbiteri | presbiteri                | diaconi | religiosi | religiosi | parrocchie |
| anno | battezzati  | totale      | %           | numero     | secolari   | regolari   | battezzati per presbitero | diaconi | uomini    | donne     | parrocchie |
| ---- | ----------- | ----------- | ----------- | ---------- | ---------- | ---------- | ------------------------- | ------- | --------- | --------- | ---------- |
| 1999 | 160.000     | 509.210     | 31,4        | 6          | 1          | 5          | 26.666                    |         | 5         | 8         | 3          |
| 2000 | 161.122     | 512.732     | 31,4        | 10         | 5          | 5          | 16.112                    |         | 5         | 8         | 3          |
| 2001 | 162.652     | 512.521     | 31,7        | 10         | 5          | 5          | 16.265                    | 4       | 5         | 11        | 5          |
| 2002 | 163.152     | 514.230     | 31,7        | 11         | 6          | 5          | 14.832                    | 5       | 5         | 12        | 6          |
| 2003 | 165.179     | 515.770     | 32,0        | 13         | 7          | 6          | 12.706                    | 5       | 6         | 12        | 6          |
| 2004 | 181.251     | 517.858     | 35,0        | 7          | 7          |            | 25.893                    | 5       |           | 11        | 7          |
| 2006 | 185.218     | 511.156     | 36,2        | 9          | 5          | 4          | 20.579                    | 5       | 4         | 11        | 7          |
| 2013 | 196.876     | 511.781     | 38,5        | 11         | 7          | 4          | 17.897                    | 5       | 4         | 13        | 7          |
| 2016 | 198.995     | 516.302     | 38,5        | 8          | 2          | 6          | 24.874                    | 4       | 7         | 16        | 12         |
| 2019 | 197.400     | 512.029     | 38,6        | 15         | 8          | 7          | 13.160                    | 3       | 7         | 18        | 12         |
| 2021 | 201.740     | 505.606     | 39,9        | 13         | 8          | 5          | 15.518                    | 3       | 5         | 19        | 13         |
| 2023 | 203.300     | 509.600     | 39,9        | 13         | 7          | 6          | 15.638                    | 2       | 7         | 19        | 13         |